# Trucker Guide
Trucker Guide — мобільний застосунок і вебсайт, що дають змогу водіям вантажних автомобілів (водіям-далекобійникам) на території США та Канади знайти необхідні в дорозі локації (заправки з актуальними цінами на пальне, зони відпочинку, вагові станції), стрімінгові камери, а також зв'язатися з бізнесами, що надають потрібні в дорозі послуги (ремонт вантажівки або причепа, заміну скла, шин та ін.).
У роботі з цим додатком і сайтом можуть бути зацікавлені не тільки водії, а й диспетчери транспортних компаній, власники бізнесу, що надає послуги в даній галузі.
У березні 2024 р. брали участь у Mid-America Trucking Show.

## Можливості додатка та вебсайту

### Для водія
- Отримання актуальної інформації про ціни на паливо;
- Отримання відомостей про завантаженість паркування; про статуси вагової станції (відкрита/закрита на цей момент);
- Велика база локацій з обмеженнями за висотою (тунелі, мости[8]), що дає змогу водієві будувати безпечний маршрут;
- Можливість швидко і легко зв'язатися з прилеглою ремонтною майстернею або отримати послуги допомоги в дорозі (24/7);
- Можливість актуалізувати інформацію про локацію, яка надалі може допомогти іншим водіям (за допомогою функції «Suggest an edit»), а також додавати нові локації (за допомогою функції «Add new location»[9]).

### Для власника бізнесу
- Можливість відображення на вебсайті та в додатку свого бізнесу, який можуть знайти водії вантажних автомобілів для отримання послуги (таким чином власник бізнесу має можливість отримати додаткових клієнтів);
- Наявність технічної підтримки; супровід на різних етапах — від моменту реєстрації до заповнення всієї необхідної інформації про бізнес (види послуг, внесення контактних даних, методів оплати, мов та ін.).
- Можливість переглядати аналітику за своїм бізнесом[10] (кліки на локацію, переходи на вебсайт компанії, кількість дзвінків та ін.).